# Південний газотранспортний коридор
Півде́нний газотра́нспортний коридо́р — маршрут постачання енергоносіїв з Каспійського регіону до Європи. Передбачається, що він включатиме:
- Транскаспійський газогін із Туркменістану до Азербайджану;
- трубопровід «Набукко» через Туреччину, Болгарію, Румунію, Угорщину до Австрії.

Проект розширення Південнокавказького газогону (Баку — Тбілісі — Ерзурум), а також спорудження в Туреччині газогону TANAP і його продовження по Європі — газогону TAP. Передбачувана протяжність проекту — 3500 км Основна мета проекту — підвищення безпеки поставок газу в Європу, виключення Росії як монополіста в ролі постачальника, а України  — як монополіста в ролі транзитера газу. Заявлена вартість проекту — близько 45 мільярдів доларів.
Південний газовий коридор забезпечить прямий зв'язок між газовим ринком ЄС і одними з найбільших газових родовищ у світі. Передбачається, що основними постачальниками стануть Азербайджан, Туркменістан і, можливо, Ірак. В майбутньому можуть бути включені Іран і Єгипет, але на початок ХХІ сторіччя політична ситуація в цих країнах не дозволяє включити їх в проект. Ключовою транзитною країною буде Туреччина, інші транзитні маршрути пройдуть через Чорне море і Східне Середземномор'я.
17 грудня 2013 було прийнято рішення про початок нової стадії розробки азербайджанського морського газоконденсатного родовища «Шах Деніз», видобутий газ з якого і буде експортуватися новим газогоном.
Планується, що азербайджанський газ буде доставлятися цим газогоном до Грузії паралельно з вже існуючим газогоном «Баку-Тбілісі-Ерзурум». А в грузинському місті Гардабани рура буде приєднана до компресорної станції, а потім газовий потік буде спрямований до Туреччини по вже існуючій інфраструктурі
Перші поставки плануються почати на початку в 2018 році в Туреччину, а потім в 2019 році — і в Європу. При цьому на першому етапі пропускна здатність нового газогону оцінюється в приблизно 10 мільярдів кубометрів газу на рік, з можливістю їх подальшого розширення до 20 мільярдів м³ газу на рік. Очікувані до 2020 поставки через «Південний газовий коридор» покриють приблизно 10-20 % потреби ЄС у газі, що складе приблизно 45-90 мільярдів м³ газу на рік. План реалізації коридору передбачає створення з ініціативи ЄС Каспійської організації розвитку, яка включить максимальну кількість держав Каспійського моря.
У 2018 році повідомлено, що починаючи з 2020 року з другої черги азербайджанського родовища Шах-Деніз в Європу буде поставлятися 10 млрд кубометрів газу на рік. В майбутньому планується також доставляти по ПГК газ з Ірану, Іраку і Туркменії.